# Академија струковних студија Београд
Академија струковних студија Београд (скраћено АССБ) је државна академија у Београду. Основана је 23. маја 2019. и састоји се од три високе школе. Председница Академије је Данијела Пецарски.

## Организација
- Висока здравствена школа
- Висока туристичка школа
- Висока хотелијерска школа